# Bisdom Saint Augustine
Het bisdom Saint Augustine (Latijn: Dioecesis Sancti Augustini) is een rooms-katholiek bisdom met als zetel St. Augustine, in de Amerikaanse staat Florida. Het bisdom is suffragaan aan het aartsbisdom Miami. 

## Geschiedenis
Het bisdom werd opgericht op 9 januari 1857, als het apostolisch vicariaat Florida, uit delen van het bisdom Savannah. Op 11 maart 1870 werd het verheven tot bisdom met de naam bisdom Saint Augustine, en werd suffragaan aan het aartsbisdom Baltimore. Op 25 mei 1958 verloor het gebied bij de oprichting van het bisdom Miami. Op 10 februari 1962 veranderde het van kerkprovincie en werd suffragaan aan het aartsbisdom Atlanta. Op 2 maart 1968 verkeeg het gebied van het bisdom Mobile-Birmingham, verloor het gebied bij de oprichting van de bisdommen Orlando en Saint Petersburg, en veranderde het van kerkprovincie en werd suffragaan aan het nieuw verheven aartsbisdom Miami. Op 1 oktober 1975 verloor het gebied bij de oprichting van het bisdom Pensacola-Tallahassee. 

## Parochies
Het bisdom had in 2022 een oppervlakte van 25.575 km2 en telde 2.330.405 inwoners waarvan 6,6% rooms-katholiek was.

## Ordinarii

### Apostolisch vicarissen
- Francis Patrick McFarland (9 januari 1857 - niet in bezit genomen)

### Bisschoppen
- Jean Marcel Pierre Auguste Vérot (apostolisch vicaris: 11 december 1857, bisschop: 11 maart 1870 - 10 juni 1876)
- John Moore (16 februari 1877 - 30 juli 1901)
- William John Kenny (15 maart 1902 - 24 oktober 1913)
- Michael Joseph Curley (3 april 1914 - 10 augustus 1921)
- Patrick Joseph Barry (22 februari 1922 - 13 augustus 1940)
- Joseph Patrick Hurley (16 augustus 1940 - 30 oktober 1967; aartsbisschop op persoonlijke titel sinds 18 augustus 1949)
  - Thomas Joseph McDonough (hulpbisschop: 10 maart 1947 - 2 januari 1957)
- Paul Francis Tanner (15 februari 1968 - 21 april 1979)
- John Joseph Snyder (2 oktober 1979 - 12 december 2000)
- Victor Benito Galeone (26 juni 2001 - 27 april 2011)
- Felipe de Jesús Estévez (27 april 2011 - 24 mei 2022)
- Erik Thomas Pohlmeier (24 mei 2022 - heden)

## Galerij van afbeeldingen

Wapen van het bisdom
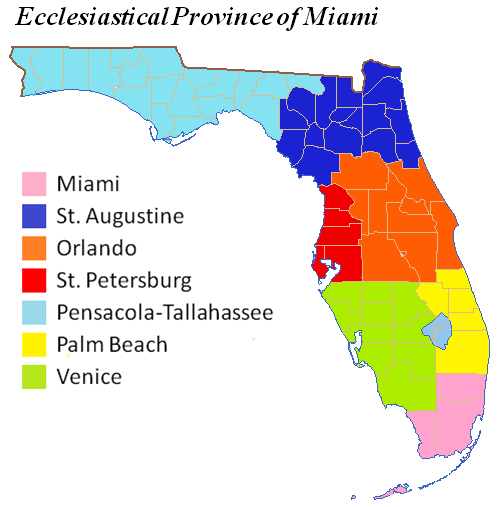
Kerkprovincie met aartsbisdom en suffragane bisdommen
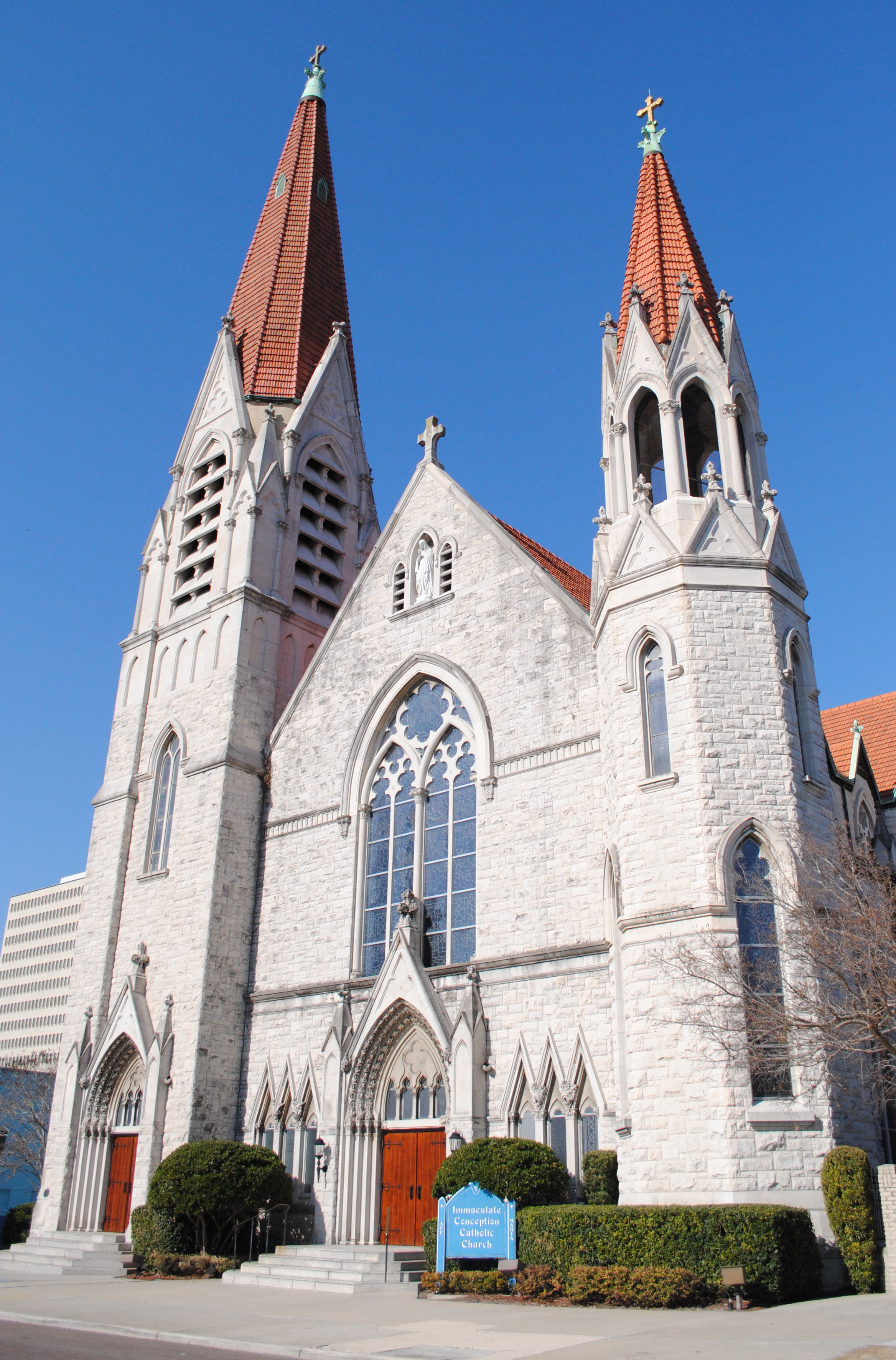
Basilica of the Immaculate Conception in Jacksonville
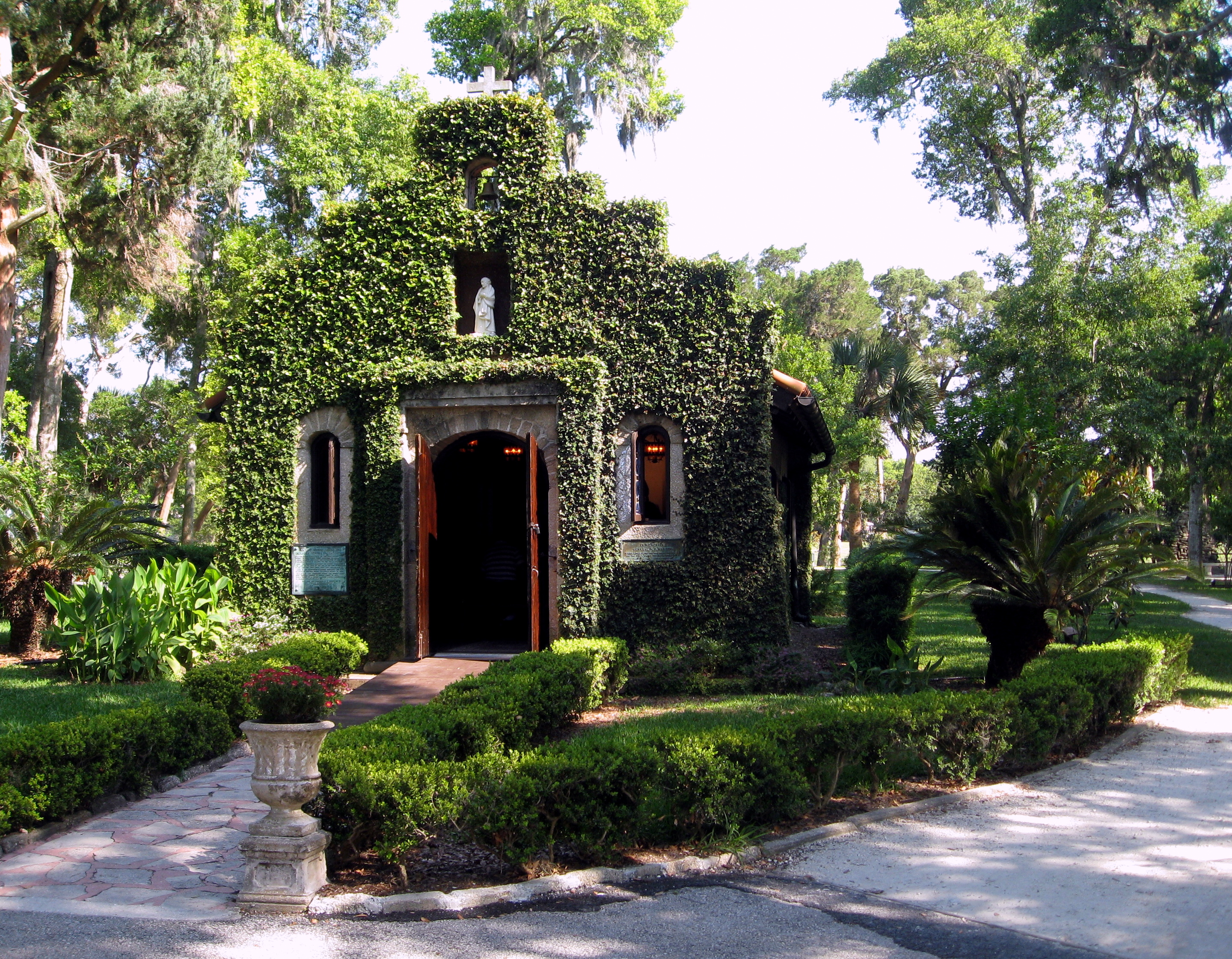
National Shrine of Our Lady of La Leche in Saint Augustine
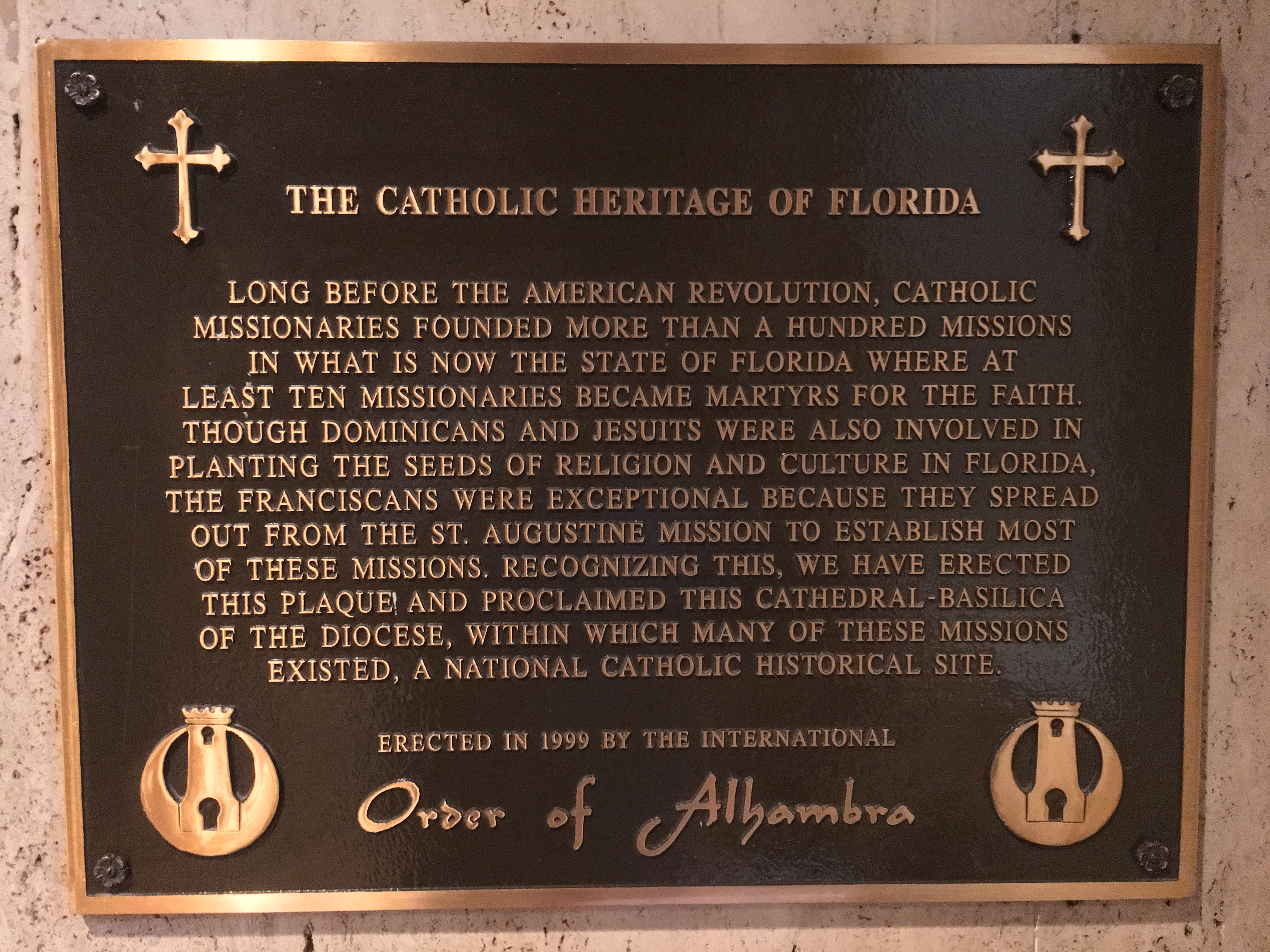
Gedenkplaat in de kathedraal in Saint Augustine

Miami (aartsbisdom) · Orlando · Palm Beach · Pensacola-Tallahassee · Saint Augustine · Saint Petersburg · Venice